# Tekstopmaak
Met tekstopmaak wordt bedoeld het verfraaien van een stuk platte tekst, met als doel om de tekst beter leesbaar of beter begrijpelijk te maken. Bij de tekstopmaak hoort ook de keuze van een font, dat wel zeggen het soort lettertype en de grootte ervan. Tekstopmaak vormt een onderdeel van paginaopmaak.
Bijvoorbeeld kranten hebben speciale krachten in dienst die voor de opmaak van de krant zorgen. 
De tekstopmaak wordt geregeld met speciale codes die in het document zijn opgenomen. In sommige tekstverwerkers, zoals Wordperfect, kunnen deze codes zichtbaar gemaakt worden het z.g. "onder water" kijken, maar in andere tekstverwerkers, zoals Microsoft Word, blijven deze codes verborgen. In de internet opmaaktaal HTML zijn de codes eveneens zichtbaar.
Voorbeelden van tekstopmaak zijn vet, cursief, vet en cursief, onderstreept, doorgehaald et cetera.
Ook technieken voor gevorderden zoals de opmaak van tabellen, grafieken of foto's worden bij de tekstopmaak gerekend.